# Bobby Andonov

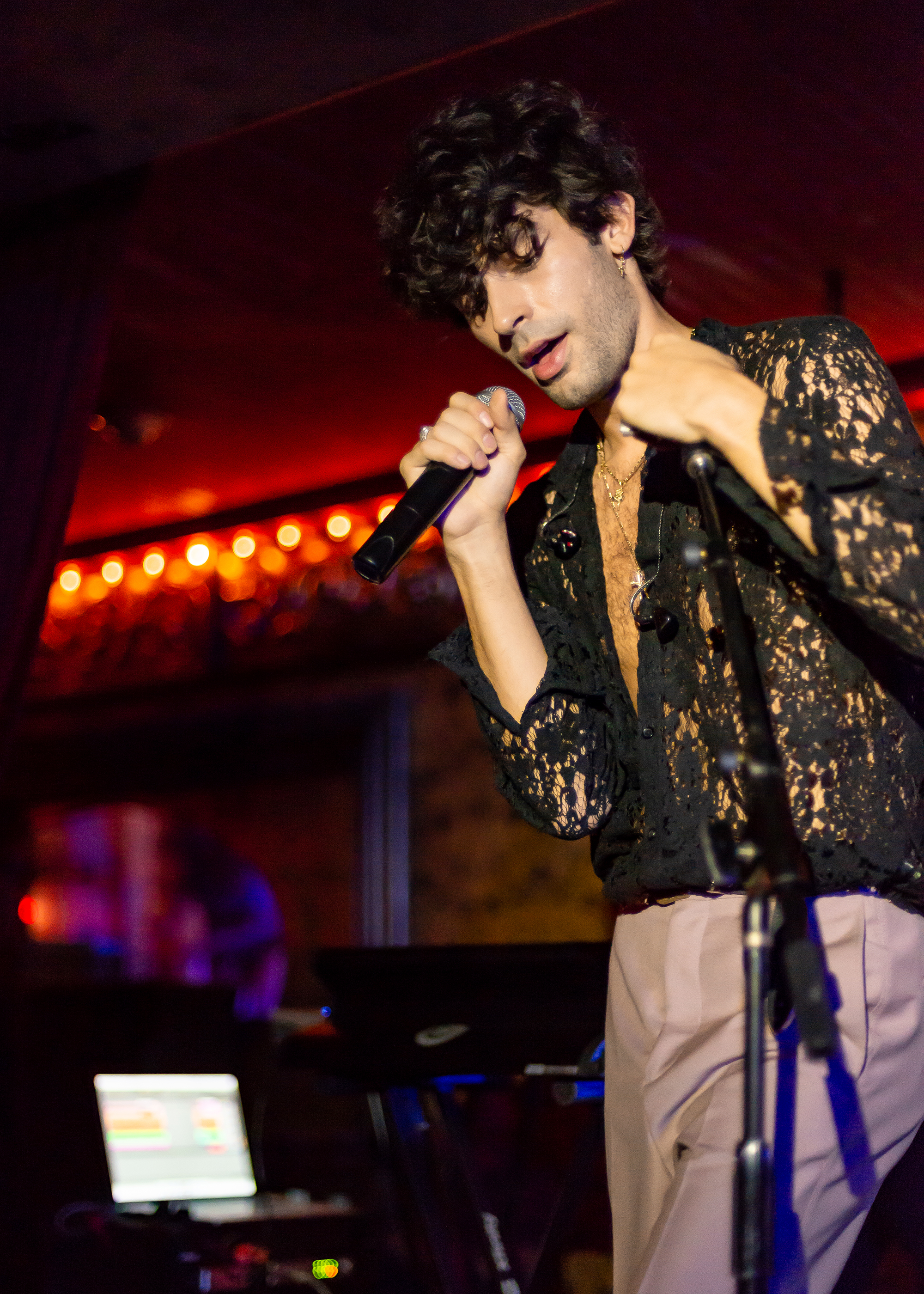
Bobby Andonov

Bobi Andonov  (macedoneană Боби Андонов) (născut la data de 28 august 1994 în Melbourne, Australia) este un cântăreaț macedonean australian, care a reprezentat Republica Macedonia la Eurovision Junior 2008 cu piesa 'Prati mi SMS' („Trimite-mi un SMS”), care a ajuns pe locul 5 cu 93 de puncte

## Biografie
Bobi Andonov cântă la The Susie Ahern School Of Singing in Williamstown, Australia. De asemenea, el cântă la pian și chitară. Bobi Andonov este dansator la T-Jam Dance Studio în Melbourne de la vârsta de 7 ani. În Australia, el a început în musicalul 'Regele Leu' fiind selectat din 3000 participanti pentru rolul lui Simba. El apare, de asemenea, anual, în spectacole, cabarete și eisteddfods cântând copiilor cântece populare și ferestre de tip pop, precum și repertoriul de operă (de exemplu, cântece ale lui Luciano Pavarotti) în macedoneană, engleză și italiană. Bobi a luat parte la mai multe festivaluri de muzică macedoneană, inclusiv Zlatno Slavejče. El a mai cantat în Serbia, Muntenegru și Albania, pentru o mare audientă la meciul Macedonia – Olanda și a cântat imnul Australiei al Muncii, la o conferință de partid. Bobby este acum cunoscut și ca  Voice of the Seven Network cu „Big Love Love”.
El este considerat a fi „Noul Toše” și el este bine cunoscut pentru performanța lui Toše Proeski de Eurovision 2004 cu melodia Life ca un tribut adus de regretatul star macedonean cu care s-a întâlnit când Toše se afla in turneu prin Australia.

## Junior Eurovision Song Contest 2008
Pe 20 septembrie 2008, Bobi Andonov a fost ales pentru a reprezenta Fosta Republică Iugoslavă a Macedoniei, la Eurovision Junior 2008, în Limassol, Cipru, cu piesa lui 'Prati mi SMS' (chirilic macedoneană: Прати ми СМС, romana: Trimite-mi un SMS) care beneficiază de cea mai mare de puncte de la televoting și juriu expert. Cantecul lui a fost aranjat de Jovan Jovanov .